# Wolf-Egbert Rosenzweig

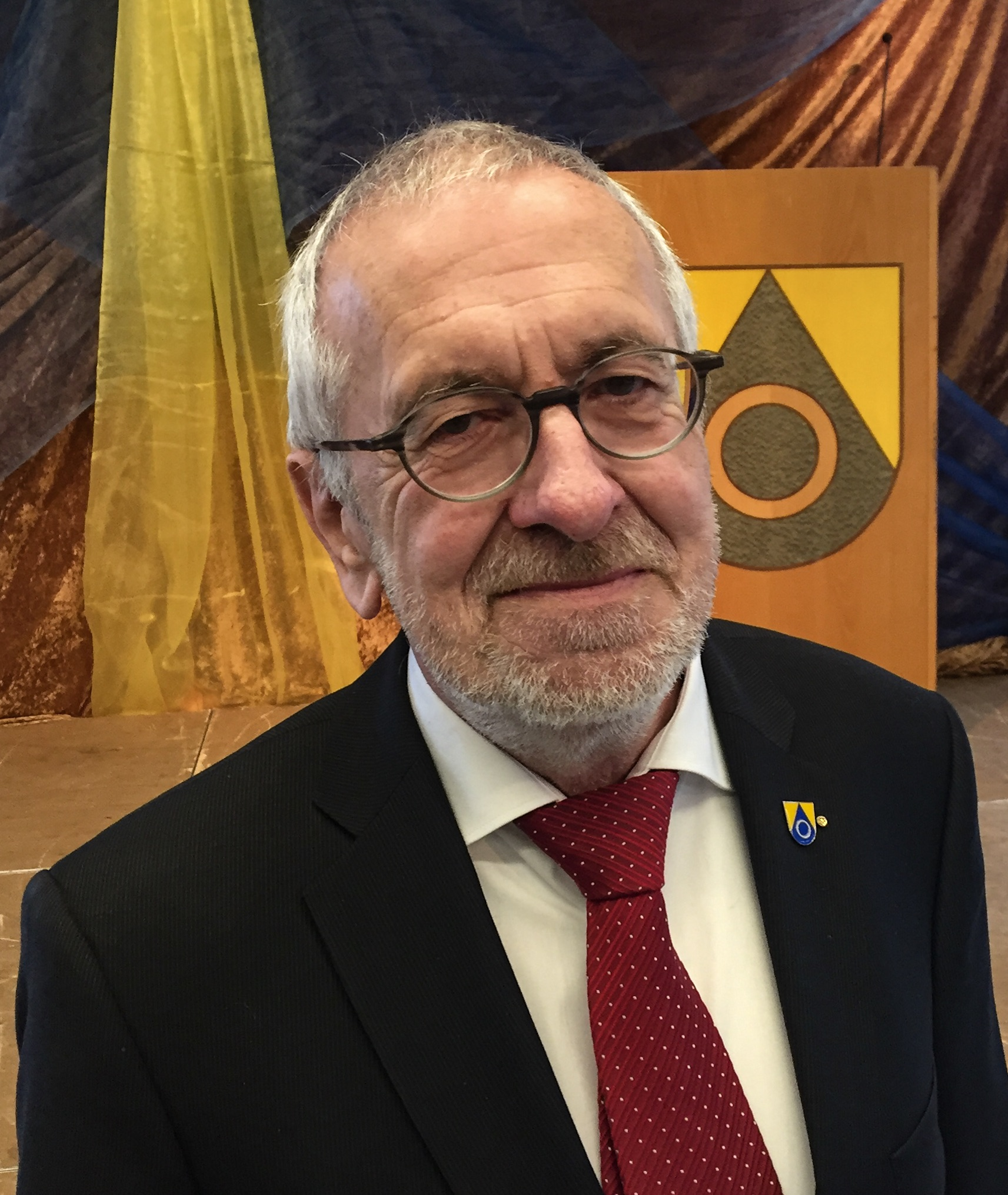

Wolf-Egbert Rosenzweig (* 1954 in Hamburg-Wilhelmsburg) ist ein deutscher Kommunalpolitiker (SPD). Von 2006 bis 2021 war er hauptamtlicher Bürgermeister der Gemeinde Neu Wulmstorf.

## Leben
Wolf-Egbert Rosenzweig war vom 1. November 2006 bis zum 31. Oktober 2021 hauptamtlicher Bürgermeister der Gemeinde Neu Wulmstorf. 
Er wurde am 25. Mai 2014 mit 65,2 Prozent der Stimmen zum Bürgermeister der Gemeinde Neu Wulmstorf wiedergewählt. Sein Gegenkandidat Matthias Weigmann (CDU) erhielt 34,8 Prozent der Stimmen. Bei den Kommunalwahlen im September 2021 wurde Tobias Handtke (SPD) zu seinem Nachfolger gewählt.
Rosenzweig war von 1991 bis 2006 Direktor der Volkshochschule Buxtehude und seit dem 18. Juli 2006 Pate der Halepaghen-Schule Buxtehude im Rahmen des Projekts Schule ohne Rassismus – Schule mit Courage der vom Bund geförderten Aktion Courage.